# Zombie Zone
Zombie Zone (SIMPLE2000 シ リ ー ズ Vol.61 THE お 姉 チ ャ ン バ ラ ~?, Simple 2000 Series Volumen 61: The OneeChanbara) è un videogioco hack and slash sviluppato dall'azienda Tamsoft e pubblicato da D3 Publisher per PlayStation 2. Fa parte della collezione Simple 2000 Series (Vol. 61), un insieme di videogiochi a buon mercato (il cui costo era 2000 Yen). Fu messo in vendita il 26 agosto 2004 in Giappone e il 21 ottobre 2005 in Europa mentre negli Stati Uniti è rimasto inedito. Il primo videogioco della serie è OneeChanbara. Un remake del gioco intitolato OneeChanbara ORIGIN è stato pubblicato per PlayStation 4 in Giappone nel 2019 e nel 2020 nel resto del mondo anche per Microsoft Windows.

## Modalità di gioco
Il giocatore controlla Aya, una giovane giapponese esperta nel maneggiare la spada. A inizio partita il giocatore dispone già di una spada, che può usare in alternativa ai calci e ai coltelli da lancio per sconfiggere l'esercito di zombie in ognuna delle sette missioni. Ad ogni eliminazione una "palla" luminosa dorata apparirà nel punto di morte del nemico, raccogliendola è possibile aumentare gli attributi di Aya (come la portata d'attacco, la forza o la vita massima).
Zombie Zone dispone di due modalità di gioco: "Storia" e "Survival", c'è inoltre una terza opzione denominata "Quest", nella quale è possibile completare delle missioni secondarie per ottenere dei benefici in gioco.

## Personaggi
- Aya, unica protagonista del gioco, vittima di una maledizione che intrappola Aya in uno status furioso ed incontrollabile al contatto col sangue.
- Saki, sorella minore della protagonista Aya, non è possibile selezionarla come personaggio di gioco ma viene menzionata durante l'inizio della prima missione. Oltre ad essere un'esperta di spade, come Aya, dispone anche di una vasta conoscenza delle arti marziali.

## Versione estesa
Una versione estesa del gioco arrivò per la prima volta in Giappone il 23 giugno del 2005, nel volume 80 della collezione Simple 2000. In Europa fu pubblicato due anni dopo, il 23 marzo 2007, rinominato Zombie Hunters. Il gioco è fondamentalmente lo stesso, ma include alcuni miglioramenti ed aggiunte: è ora possibile utilizzare Saki come personaggio di gioco, sono stati aggiunti due nuovi personaggi, Riho Futaba e sua sorella Makoto Futaba, sono stati inseriti dei nuovi costumi e la grafica è stata migliorata grazie all'impiego dell'Anti-aliasing.

## Accoglienza
- MeriStation: 3/10
- VicioJuegos: 60/100

La rivista Play Generation lo classificò come il quarto gioco a presentare il trash più sbarellato tra quelli disponibili su PlayStation 2.